# 伊藤義博
伊藤 義博（いとう よしひろ、1945年9月7日 - 2002年8月1日）は、大阪府出身の東北福祉大学総合福祉学部元助教授で、東北福祉大学硬式野球部元監督。

## 来歴
大阪市立桜宮高等学校を経て、芝浦工業大学硬式野球部入部。芝浦工大卒業後の1973年（昭和48年）、桜宮高校野球部監督に就任。1982年（昭和57年）には第54回センバツ甲子園出場。1983年（昭和58年）、第65回夏の甲子園大阪府大会決勝に進出した。
1984年（昭和59年）に東北福祉大学に迎えられ、同大学教員と硬式野球部監督に就任。1991年（平成3年）には全日本大学野球選手権大会で優勝を飾るなど同大学を学生野球界屈指の強豪校に育て上げ、この時期に育て上げた選手には、佐々木主浩・金本知憲・矢野輝弘・斎藤隆・門倉健をはじめプロ球界入りした者も数多い。
1993年アジア野球選手権大会ではコーチとして優勝に貢献した。
2000年（平成12年）頃から病気がちになっていたが、2002年（平成14年）に急逝。56歳であった。後任には、当時のヘッドコーチで同大学助手の山路哲生が、監督代行を経て翌年監督に就任した。
日本テレビのバラエティ番組『進ぬ!電波少年』の企画「電波少年的アフリカ・ヨーロッパ大陸縦断ヒッチハイクの旅」で人気を得た俳優伊藤高史は三男。

## キャリア・経歴
- 全日本大学野球選手権大会優勝監督
- 第20回日米大学野球選手権大会日本代表監督